# Trophée LEN masculin 2009-2010
Navigation
Édition précédente Édition suivante
Le trophée LEN masculin 2009-2010 est la dix-huitième édition du trophée de la Ligue européenne de natation, la seconde compétition annuelle des meilleurs clubs européens de water-polo. Y participent ceux qui n'ont pas pu se qualifier pour les tours de qualifications ou le tour préliminaire de l'Euroligue.
Elle est organisée par la Ligue européenne de natation (LEN) du 21 octobre 2009 au 14 avril 2010, date du match retour de la finale remportée par le Vaterpolo Akademija Cattaro, club du Monténégro créé à la fin des années 2000.

## Participants

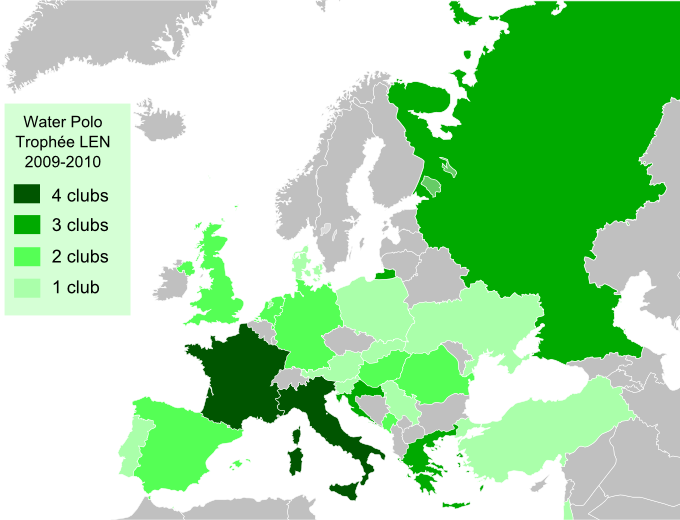
Localisation des clubs.

Vingt-cinq équipes représentant seize pays sont inscrites au premier tour rejointes au second tour par les seize éliminés des deux premiers tours de qualification de l'Euroligue 2009-2010. En tout, quarante-et-une équipes de vingt-deux pays ont tenté d'accéder aux huitièmes de finale.
Chaque fédération peut inscrire deux équipes au premier tour : 
- les troisièmes et quatrièmes des championnats nationaux si les deux places de l'Euroligue sont utilisées (quatrième et cinquième dans le cas des huit fédérations représentées par trois clubs),
- ou le champion ou le vice-champion pour les fédérations et les équipes estimant leurs capacités sportives ou financières insuffisantes pour participer à l'Euroligue.

| Deuxième tour de qualification (éliminés des tours de qualification de l'Euroligue) | Deuxième tour de qualification (éliminés des tours de qualification de l'Euroligue) | Deuxième tour de qualification (éliminés des tours de qualification de l'Euroligue) | Deuxième tour de qualification (éliminés des tours de qualification de l'Euroligue) | Deuxième tour de qualification (éliminés des tours de qualification de l'Euroligue) | Deuxième tour de qualification (éliminés des tours de qualification de l'Euroligue) | Deuxième tour de qualification (éliminés des tours de qualification de l'Euroligue) | Deuxième tour de qualification (éliminés des tours de qualification de l'Euroligue) |
| Champions                                                                           | Champions                                                                           | Champions                                                                           | Champions                                                                           | Non-champions                                                                       | Non-champions                                                                       | Non-champions                                                                       | Non-champions                                                                       |
| ----------------------------------------------------------------------------------- | ----------------------------------------------------------------------------------- | ----------------------------------------------------------------------------------- | ----------------------------------------------------------------------------------- | ----------------------------------------------------------------------------------- | ----------------------------------------------------------------------------------- | ----------------------------------------------------------------------------------- | ----------------------------------------------------------------------------------- |
| (1er)                                                                               | Spandau 04                                                                          | (1er)                                                                               | WC Tirol                                                                            | (2e)                                                                                | ASC Duisburg                                                                        | (2e)                                                                                | ON Nice                                                                             |
| (1er)                                                                               | CN Marseille                                                                        | (1er)                                                                               | LSTW Łódź                                                                           | (2e)                                                                                | CN Posillipo                                                                        | (2e)                                                                                | SC Volgograd                                                                        |
| (1er)                                                                               | CSM Oradea                                                                          | (1er)                                                                               | ČH Hornets Košice                                                                   | (3e)                                                                                | VK Šibenik                                                                          | (3e)                                                                                | NO Vouliagménis                                                                     |
| (1er)                                                                               | VK Koper                                                                            | (1er)                                                                               | Galatasaray SK                                                                      | (3e)                                                                                | Brixia Leonessa                                                                     | (3e)                                                                                | VK Niš                                                                              |
| Premier tour de qualification                                                       |                                                                                     |                                                                                     |                                                                                     |                                                                                     |                                                                                     |                                                                                     |                                                                                     |
| (1er)                                                                               | Frem Odense                                                                         | (3e)                                                                                | CN Mataró                                                                           | (3e)                                                                                | Montpellier WP                                                                      | (3e)                                                                                | VA Cattaro V                                                                        |
| (3e)                                                                                | AZ&PC Amersfoort                                                                    | (3e)                                                                                | Schuurman BRC                                                                       | (3e)                                                                                | SSCM Paredes                                                                        | (3e)                                                                                | Dinamo Bucarest                                                                     |
| (4e)                                                                                | PK Primorje                                                                         | (4e)                                                                                | DFC Sète                                                                            | (4e)                                                                                | Ferencvárosi TC                                                                     | (4e)                                                                                | RN Savona F                                                                         |
| (5e)                                                                                | Vk Jadran Split                                                                     | (5e)                                                                                | Szeged VE                                                                           | (5e)                                                                                | RN Sori                                                                             | (?)                                                                                 | CN Sabadell                                                                         |
| (?)                                                                                 | City of Manchester WPC                                                              | (?)                                                                                 | NO Patras                                                                           | (?)                                                                                 | Panathinaïkos                                                                       | (?)                                                                                 | Belfast W                                                                           |
| (?)                                                                                 | Palram Zvulun                                                                       | (?)                                                                                 | PVK Val Prčanj                                                                      | (?)                                                                                 | CSK VMF Moscou                                                                      | (?)                                                                                 | Dinamo-Olimpiiskii Moscou                                                           |
| (?)                                                                                 | Ilyichivets Mariupol                                                                |                                                                                     |                                                                                     |                                                                                     |                                                                                     |                                                                                     |                                                                                     |

Légende :
- pour les équipes inscrites au premier tour : une flèche verte ascendante pour la qualification au second tour, deux flèches pour celle aux huitièmes de finale, trois pour celle aux quarts de finale, quatre pour celle aux demi-finales, un « F » pour le finaliste et un « V » pour le vainqueur ;
- pour les équipes inscrites au second tour : une flèche verte ascendante pour la qualification aux huitièmes de finale, deux pour celle aux quarts de finale, trois pour celle aux demi-finales.

Les deux finalistes ont participé au premier tour.

## Déroulement
Fin octobre 2009, le premier tour de qualification permet de conserver seize équipes. Pour la saison 2009-2010, sont constitués quatre groupes de six ou sept équipes. À l'issue de tournois de quatre ou cinq jours consécutifs, les quatre premiers de chaque groupe sont qualifiés pour le second tour.
Pendant le second tour, début novembre, les seize clubs du premier tour sont confrontés en groupe de quatre aux seize éliminés du premier tour et du deuxième tour de l'Euroligue. Après des rencontres en trois jours consécutifs, les deux premiers de chaque groupe se qualifient pour les huitièmes de finale.
La phase à élimination directe se joue en matches allers-retours au meilleur du score cumulé des huitièmes jusqu'à la finale, de fin novembre 2009 jusqu'au 14 avril 2010.

## Phase qualificative

### Premier tour
Le premier tour a lieu entre le vendredi 9 et le dimanche 11 octobre 2009. Les quatre premiers de chaque groupe se qualifient pour le second tour.

#### Groupe A à Montpellier (France)

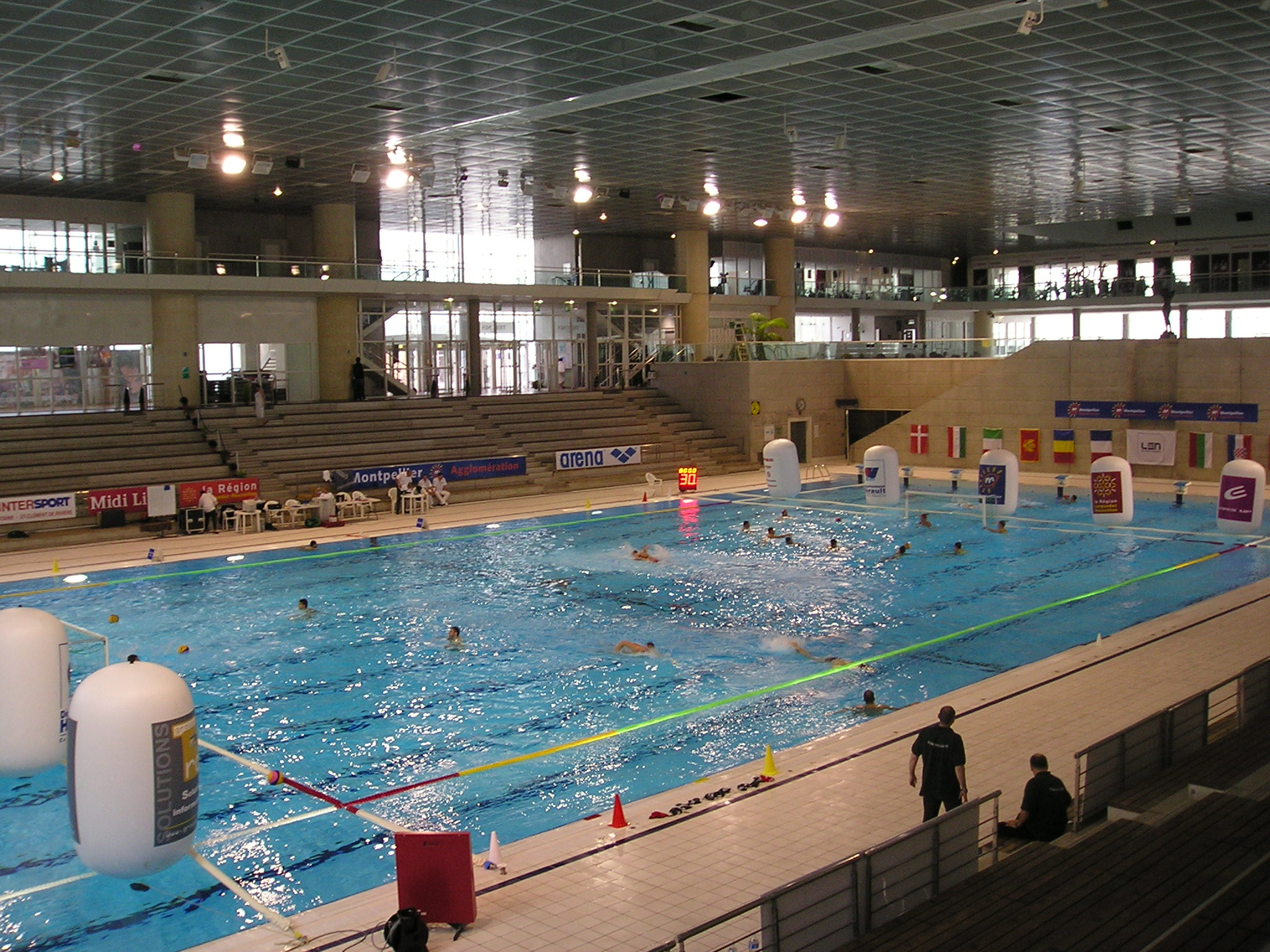
Échauffement avant le match Dinamo Bucarest et du Ferencvárosi TC dans la piscine d'Antigone, à Montpellier.

| Rang | Équipe          | Pts | J | G | N | P | Bp | Bc  | Diff |
| ---- | --------------- | --- | - | - | - | - | -- | --- | ---- |
| 1    | RN Savona       | 15  | 5 | 5 | 0 | 0 | 76 | 32  | +44  |
| 2    | VA Cattaro      | 12  | 5 | 4 | 0 | 1 | 79 | 36  | +43  |
| 3    | Ferencvárosi TC | 9   | 5 | 3 | 0 | 2 | 59 | 35  | +24  |
| 4    | Montpellier WP  | 6   | 5 | 2 | 0 | 3 | 54 | 50  | +4   |
| 5    | Dinamo Bucarest | 3   | 5 | 1 | 0 | 4 | 50 | 57  | -7   |
| 6    | Frem Odense     | 0   | 5 | 0 | 0 | 5 | 21 | 129 | -108 |

| Date    |                             | Score |                             | Quarts-temps          |
| ------- | --------------------------- | ----- | --------------------------- | --------------------- |
| 22 oct. | Frem Odense                 | 5-26  | Vaterpolo Akademija Cattaro | 1-8 ; 2-5 ; 1-7 ; 1-6 |
| 22 oct. | Rari Nantes Savona          | 17-8  | Dinamo Bucarest             | 4-1 ; 3-1 ; 4-2 ; 6-4 |
| 22 oct. | Montpellier Water-Polo      | 4-9   | Ferencvárosi Torna Club     | 0-3 ; 2-1 ; 1-3 ; 1-2 |
| 23 oct. | Dinamo Bucarest             | 8-16  | Vaterpolo Akademija Cattaro | 1-6 ; 2-1 ; 3-5 ; 2-4 |
| 23 oct. | Montpellier Water-Polo      | 25-4  | Frem Odense                 | 8-3 ; 9-0 ; 3-1 ; 5-0 |
| 23 oct. | Ferencvárosi Torna Club     | 3-12  | Rari Nantes Savona          | 1-2 ; 1-3 ; 0-4       |
| 23 oct. | Frem Odense                 | 3-34  | Ferencvárosi Torna Club     | 0-10 ; 1-9 ; 1-6      |
| 23 oct. | Rari Nantes Savona          | 11-10 | Vaterpolo Akademija Cattaro | 3-2 ; 3-1 ; 2-1 ; 3-6 |
| 23 oct. | Montpellier Water-Polo      | 9-8   | Dinamo Bucarest             | 2-0 ; 3-3 ; 2-3 ; 2-2 |
| 24 oct. | Frem Odense                 | 6-19  | Dinamo Bucarest             | 4-6 ; 1-7 ; 1-3 ; 0-3 |
| 24 oct. | Vaterpolo Akademija Cattaro | 9-4   | Ferencvárosi Torna Club     | 1-3 ; 2-0 ; 3-0 ; 3-1 |
| 24 oct. | Montpellier Water-Polo      | 8-11  | Rari Nantes Savona          | 2-4 ; 3-3 ; 2-1 ; 1-3 |
| 25 oct. | Rari Nantes Savona          | 25-3  | Frem Odense                 | 6-2 ; 7-0 ; 6-1 ; 6-0 |
| 25 oct. | Dinamo Bucarest             | 7-9   | Ferencvárosi Torna Club     | 1-3 ; 1-2 ; 3-2 ; 2-2 |
| 25 oct. | Montpellier Water-Polo      | 8-18  | Vaterpolo Akademija Cattaro | 2-5 ; 1-3 ; 4-6 ; 1-4 |

#### Groupe B à Mataró (Espagne)
| Rang | Équipe               | Pts | J | G | N | P | Bp | Bc | Diff |
| ---- | -------------------- | --- | - | - | - | - | -- | -- | ---- |
| 1    | CN Mataró            | 14  | 6 | 4 | 2 | 0 | 76 | 45 | +31  |
| 2    | RN Sori              | 13  | 6 | 4 | 1 | 1 | 71 | 52 | +19  |
| 3    | Panathinaïkos        | 13  | 6 | 4 | 1 | 1 | 77 | 52 | +25  |
| 4    | CSK VMF Moskva       | 12  | 6 | 4 | 0 | 2 | 54 | 54 | 0    |
| 5    | Ilyichivets Mariupol | 4   | 6 | 1 | 1 | 4 | 42 | 62 | -20  |
| 6    | Schurrman BRC        | 4   | 6 | 1 | 1 | 4 | 48 | 68 | -20  |
| 7    | Palram Zvulun        | 0   | 6 | 0 | 0 | 6 | 49 | 84 | -35  |

| Date    |                       | Score |                      | Quarts-temps          |
| ------- | --------------------- | ----- | -------------------- | --------------------- |
| 21 oct. | Panathinaïkos         | 15-4  | Ilyichivets Mariupol | 4-0 ; 2-0 ; 7-3 ; 2-1 |
| 21 oct. | Rari Nantes Sori      | 11-12 | CSK VMF Moscou       | 5-1 ; 2-4 ; 1-3 ; 3-4 |
| 21 oct. | Centre Natació Mataró | 18-7  | Schuurman BRC        | 4-1 ; 4-1 ; 5-5 ; 5-0 |
| 22 oct. | CSK VMF Moscou        | 9-7   | Ilyichivets Mariupol | 2-3 ; 2-1 ; 3-2 ; 2-1 |
| 22 oct. | Rari Nantes Sori      | 12-10 | Panathinaïkos        | 3-2 ; 5-1 ; 2-2 ; 2-5 |
| 22 oct. | Centre Natació Mataró | 17-9  | Palram Zvulun        | 3-0 ; 4-4 ; 4-3 ; 6-2 |
| 22 oct. | Schuurman BRC         | 4-9   | CSK VMF Moscou       | 1-1 ; 2-1 ; 0-2 ; 1-5 |
| 22 oct. | Panathinaïkos         | 19-11 | Palram Zvulun        | 5-6 ; 5-2 ; 6-2 ; 3-1 |
| 22 oct. | Centre Natació Mataró | 9-9   | Rari Nantes Sori     | 2-2 ; 1-1 ; 3-4 ; 3-2 |
| 23 oct. | Palram Zvulun         | 5-6   | Ilyichivets Mariupol | 2-1 ; 0-1 ; 1-1 ; 2-3 |
| 23 oct. | Rari Nantes Sori      | 12-7  | Schuurman BRC        | 2-2 ; 5-2 ; 2-3 ; 3-0 |
| 23 oct. | Centre Natació Mataró | 10-3  | CSK VMF Moscou       | 2-1 ; 4-0 ; 1-2 ; 3-0 |
| 24 oct. | Palram Zvulun         | 8-14  | Schuurman BRC        | 4-3 ; 0-3 ; 3-4 ; 1-4 |
| 24 oct. | Rari Nantes Sori      | 11-8  | Ilyichivets Mariupol | 2-2 ; 2-1 ; 5-1 ; 2-4 |
| 24 oct. | Panathinaïkos         | 12-9  | CSK VMF Moscou       | 2-1 ; 4-1 ; 2-6       |
| 24 oct. | Rari Nantes Sori      | 16-6  | Palram Zvulun        | 5-2 ; 3-1 ; 5-0 ; 3-3 |
| 24 oct. | Centre Natació Mataró | 9-9   | Panathinaïkos        | 3-0 ; 2-3 ; 1-3 ; 3-3 |
| 24 oct. | Schuurman BRC         | 9-9   | Ilyichivets Mariupol | 2-3 ; 3-2 ; 2-1 ; 2-3 |
| 25 oct. | Panathinaïkos         | 12-7  | Schuurman BRC        | 4-0 ; 2-1 ; 4-3 ; 2-3 |
| 25 oct. | Palram Zvulun         | 10-12 | CSK VMF Moscou       | 3-4 ; 3-3 ; 1-4 ; 3-1 |
| 25 oct. | Centre Natació Mataró | 13-8  | Ilyichivets Mariupol | 4-1 ; 2-2 ; 6-3 ; 1-2 |

#### Groupe C à Split (Croatie)
| Rang | Équipe                 | Pts | J | G | N | P | Bp  | Bc  | Diff |
| ---- | ---------------------- | --- | - | - | - | - | --- | --- | ---- |
| 1    | VK Jadran Split        | 15  | 5 | 5 | 0 | 0 | 100 | 34  | +66  |
| 2    | Szeged VE              | 12  | 5 | 4 | 0 | 1 | 79  | 25  | +54  |
| 3    | Dynamo Moskva          | 9   | 5 | 3 | 0 | 2 | 70  | 37  | +33  |
| 4    | PVK Val Prčanj         | 6   | 5 | 2 | 0 | 3 | 44  | 62  | -18  |
| 5    | City of Manchester WPC | 3   | 5 | 1 | 0 | 4 | 23  | 72  | -49  |
| 6    | SSCM Paredes           | 0   | 5 | 0 | 0 | 5 | 23  | 109 | -86  |

| Date    |                                    | Score |                                    | Quarts-temps           |
| ------- | ---------------------------------- | ----- | ---------------------------------- | ---------------------- |
| 22 oct. | Szeged Vízilabda Egyesület         | 24-4  | SSCM Paredes                       | 7-1 ; 7-1 ; 4-1 ; 6-1  |
| 22 oct. | Dinamo Moscou                      | 17-8  | Plivački Vaterpolo Klub Val Prčanj | 3-1 ; 6-4 ; 5-2 ; 3-2  |
| 22 oct. | Vaterpolski Klub Jadran Split      | 26-6  | City of Manchester Water Polo Club | 6-2 ; 3-2 ; 9-1 ; 8-1  |
| 23 oct. | Dinamo Moscou                      | 16-4  | City of Manchester Water Polo Club | 6-1 ; 3-0 ; 3-3 ; 4-0  |
| 23 oct. | Szeged Vízilabda Egyesület         | 20-4  | Plivački Vaterpolo Klub Val Prčanj | 6-1 ; 5-1 ; 5-0 ; 4-1  |
| 23 oct. | Vaterpolski Klub Jadran Split      | 36-6  | SSCM Paredes                       | 8-0 ; 7-4 ; 8-1 ; 13-1 |
| 23 oct. | Szeged Vízilabda Egyesület         | 20-3  | City of Manchester Water Polo Club | 5-0 ; 5-0 ; 5-3        |
| 23 oct. | Plivački Vaterpolo Klub Val Prčanj | 20-6  | SSCM Paredes                       | 1-0 ; 6-3 ; 7-2 ; 6-1  |
| 23 oct. | Vaterpolski Klub Jadran Split      | 14-9  | Dinamo Moscou                      | 2-2 ; 4-2 ; 5-3 ; 3-2  |
| 24 oct. | City of Manchester Water Polo Club | 4-7   | Plivački Vaterpolo Klub Val Prčanj | 1-1 ; 1-1 ; 1-4 ; 1-1  |
| 24 oct. | Dinamo Moscou                      | 23-4  | SSCM Paredes                       | 8-2 ; 4-2 ; 7-0 ; 4-0  |
| 24 oct. | Vaterpolski Klub Jadran Split      | 9-8   | Szeged Vízilabda Egyesület         | 3-2 ; 2-3 ; 2-2 ; 2-1  |
| 25 oct. | City of Manchester Water Polo Club | 6-3   | SSCM Paredes                       | 1-1 ; 1-0 ; 3-1 ; 1-1  |
| 25 oct. | Szeged Vízilabda Egyesület         | 7-5   | Dinamo Moscou                      | 0-1 ; 2-2 ; 3-1 ; 2-1  |
| 25 oct. | Vaterpolski Klub Jadran Split      | 15-5  | Plivački Vaterpolo Klub Val Prčanj | 2-2 ; 3-1 ; 4-1 ; 3-1  |

#### Groupe D à Amersfoort (Pays-Bas)
| Rang | Équipe                 | Pts | J | G | N | P | Bp | Bc | Diff |
| ---- | ---------------------- | --- | - | - | - | - | -- | -- | ---- |
| 1    | Plivački Klub Primorje | 15  | 5 | 5 | 0 | 0 | 85 | 31 | +54  |
| 2    | CN Sabadell            | 12  | 5 | 4 | 0 | 1 | 72 | 33 | +39  |
| 3    | AZ&PC Amersfoort       | 7   | 5 | 2 | 1 | 2 | 44 | 41 | +3   |
| 4    | NO Patras              | 7   | 5 | 2 | 1 | 2 | 49 | 51 | -2   |
| 5    | DFC Sète               | 3   | 5 | 1 | 0 | 4 | 41 | 65 | -24  |
| 6    | Belfast Wolfhounds     | 0   | 5 | 0 | 0 | 5 | 25 | 95 | -70  |

L'équipe du Dauphins FC Sète se présente avec huit joueurs sur une liste de match de treize. Elle joue sans remplaçant dès le premier quart-temps du match contre le PK Primorje après la blessure de son capitaine Quentin Chipotel.
| Date    |                        | Score |                        | Quarts-temps          |
| ------- | ---------------------- | ----- | ---------------------- | --------------------- |
| 22 oct. | Plivački Klub Primorje | 17-5  | Dauphins FC Sète       | 4-0 ; 4-2 ; 5-1       |
| 22 oct. | AZ&PC Amersfoort       | 3-8   | Club Natació Sabadell  | 0-4 ; 1-0 ; 2-2 ; 0-2 |
| 22 oct. | Naftikos Omilos Patras | 15-5  | Belfast Wolfhounds     | 4-1 ; 7-0 ; 1-3 ; 3-1 |
| 23 oct. | Club Natació Sabadell  | 7-15  | Plivački Klub Primorje | 1-4 ; 2-4 ; 3-4 ; 1-1 |
| 23 oct. | Belfast Wolfhounds     | 6-20  | AZ&PC Amersfoort       | 1-6 ; 3-8 ; 1-1 ; 1-5 |
| 23 oct. | Dauphins FC Sète       | 10-12 | Naftikos Omilos Patras | 3-4 ; 3-1 ; 1-4 ; 3-3 |
| 23 oct. | Club Natació Sabadell  | 21-2  | Belfast Wolfhounds     | 7-0 ; 8-2 ; 4-0 ; 2-0 |
| 23 oct. | AZ&PC Amersfoort       | 8-5   | Dauphins FC Sète       | 1-1 ; 2-1 ; 4-3 ; 1-0 |
| 23 oct. | Naftikos Omilos Patras | 7-15  | Plivački Klub Primorje | 3-5 ; 2-4 ; 2-3 ; 0-3 |
| 24 oct. | Dauphins FC Sète       | 5-22  | Club Natació Sabadell  | 0-4 ; 1-5 ; 2-6 ; 2-7 |
| 24 oct. | Naftikos Omilos Patras | 7-7   | AZ&PC Amersfoort       | 2-3 ; 2-2 ; 1-1 ; 2-1 |
| 24 oct. | Plivački Klub Primorje | 23-6  | Belfast Wolfhounds     | 6-3 ; 6-0 ; 7-2 ; 4-1 |
| 25 oct. | Belfast Wolfhounds     | 6-16  | Dauphins FC Sète       | 0-4 ; 0-4 ; 3-3 ; 3-5 |
| 25 oct. | AZ&PC Amersfoort       | 6-15  | Plivački Klub Primorje | 1-1 ; 1-6 ; 0-5 ; 4-3 |
| 25 oct. | Club Natació Sabadell  | 14-8  | Naftikos Omilos Patras | 2-2 ; 4-4 ; 5-3 ; 3-2 |

### Deuxième tour
Le deuxième tour a lieu entre le vendredi 6 et le dimanche 8 novembre 2009. Les deux premiers de chaque groupe se qualifient pour les huitièmes de finale.

#### Groupe E à Patras (Grèce)
| Rang | Équipe                | Pts | J | G | N | P | Bp | Bc | Diff |
| ---- | --------------------- | --- | - | - | - | - | -- | -- | ---- |
| 1    | Centre Natació Mataró | 6   | 2 | 2 | 0 | 0 | 17 | 12 | +5   |
| 2    | NO Patras             | 3   | 2 | 1 | 0 | 1 | 18 | 19 | -1   |
| 3    | VK Niš                | 0   | 2 | 0 | 0 | 2 | 12 | 16 | -4   |
| 4    | VK Šibenik            | 0   | 0 | 0 | 0 | 0 | 0  | 0  | 0    |

Le Vaterpolski klub Šibenik ne participe pas à la compétition.
| Date   |                        | Score |                        | Quarts-temps          |
| ------ | ---------------------- | ----- | ---------------------- | --------------------- |
| 6 nov. | Centre Natació Mataró  | 6-4   | Vaterpolo Club Niš     | 3-1 ; 1-0 ; 1-2 ; 1-1 |
| 7 nov. | Vaterpolo Club Niš     | 8-10  | Naftikos Omilos Patras | 3-3 ; 1-2 ; 1-3 ; 3-2 |
| 8 nov. | Naftikos Omilos Patras | 8-11  | Centre Natació Mataró  | 1-3 ; 0-2 ; 3-2 ; 4-4 |

#### Groupe F à Brescia (Italie)
| Rang | Équipe                | Pts | J | G | N | P | Bp | Bc | Diff |
| ---- | --------------------- | --- | - | - | - | - | -- | -- | ---- |
| 1    | VA Cattaro            | 9   | 3 | 3 | 0 | 0 | 38 | 28 | +10  |
| 2    | Brixia Leonessa Nuoto | 6   | 3 | 2 | 0 | 1 | 35 | 27 | +8   |
| 3    | Panathinaïkos         | 3   | 3 | 1 | 0 | 2 | 30 | 36 | -6   |
| 4    | Galatasaray SK        | 0   | 3 | 0 | 0 | 3 | 30 | 42 | -12  |

| Date   |                             | Score |                             | Quarts-temps          |
| ------ | --------------------------- | ----- | --------------------------- | --------------------- |
| 6 nov. | Galatasaray SK              | 9-15  | Vaterpolo Akademija Cattaro | 4-3 ; 2-3 ; 1-5 ; 2-4 |
| 6 nov. | Brixia Leonessa Nuoto       | 12-7  | Panathinaïkos               | 4-0 ; 1-4 ; 3-1 ; 4-2 |
| 7 nov. | Vaterpolo Akademija Cattaro | 13-10 | Panathinaïkos               | 5-2 ; 3-3 ; 4-2 ; 1-3 |
| 7 nov. | Brixia Leonessa Nuoto       | 14-10 | Galatasaray SK              | 4-3 ; 4-4 ; 3-1 ; 3-2 |
| 8 nov. | Panathinaïkos               | 13-11 | Galatasaray SK              | 3-3 ; 3-3 ; 6-2 ; 1-3 |
| 8 nov. | Brixia Leonessa Nuoto       | 9-10  | Vaterpolo Akademija Cattaro | 1-3 ; 2-0 ; 2-2 ; 4-5 |

#### Groupe G à Rijeka (Croatie)
| Rang | Équipe                 | Pts | J | G | N | P | Bp | Bc | Diff |
| ---- | ---------------------- | --- | - | - | - | - | -- | -- | ---- |
| 1    | Plivački Klub Primorje | 7   | 3 | 2 | 1 | 0 | 35 | 23 | +12  |
| 2    | NO Vouliagménis        | 6   | 3 | 2 | 0 | 1 | 29 | 26 | +3   |
| 3    | Dynamo Moskva          | 4   | 3 | 1 | 1 | 1 | 33 | 26 | +7   |
| 4    | LSTW Łódź              | 0   | 3 | 0 | 0 | 3 | 18 | 40 | -22  |

| Date   |                        | Score |                              | Quarts-temps          |
| ------ | ---------------------- | ----- | ---------------------------- | --------------------- |
| 6 nov. | LSTW Łódź              | 6-14  | Naftikós Ómilos Vouliagménis | 1-3 ; 1-5 ; 3-3 ; 1-3 |
| 6 nov. | Plivački Klub Primorje | 11-11 | Dinamo Moscou                | 3-4 ; 4-2 ; 2-4 ; 2-1 |
| 7 nov. | LSTW Łódź              | 6-15  | Dinamo Moscou                | 2-3 ; 1-2 ; 1-4 ; 2-6 |
| 7 nov. | Plivački Klub Primorje | 13-6  | Naftikós Ómilos Vouliagménis | 2-1 ; 4-0 ; 2-3 ; 5-2 |
| 8 nov. | Dinamo Moscou          | 7-9   | Naftikós Ómilos Vouliagménis | 1-3 ; 1-1 ; 3-3 ; 2-2 |
| 8 nov. | Plivački Klub Primorje | 11-6  | LSTW Łódź                    | 4-2 ; 3-1 ; 1-1 ; 3-2 |

#### Groupe H à Szeged (Hongrie)
| Rang | Équipe         | Pts | J | G | N | P | Bp | Bc | Diff |
| ---- | -------------- | --- | - | - | - | - | -- | -- | ---- |
| 1    | Szeged VE      | 9   | 3 | 3 | 0 | 0 | 41 | 19 | +22  |
| 2    | CN Posillipo   | 6   | 3 | 2 | 0 | 1 | 32 | 27 | +5   |
| 3    | Montpellier WP | 3   | 3 | 1 | 0 | 2 | 23 | 42 | -19  |
| 4    | ASC Duisburg   | 0   | 3 | 0 | 0 | 3 | 29 | 37 | -8   |

| Date   |                            | Score |                               | Quarts-temps          |
| ------ | -------------------------- | ----- | ----------------------------- | --------------------- |
| 6 nov. | Circolo Nautico Posillipo  | 9-8   | Amateur Schwimm Club Duisburg | 2-3 ; 1-1 ; 4-2 ; 2-2 |
| 6 nov. | Szeged Vízilabda Egyesület | 13-4  | Montpellier Water-Polo        | 4-1 ; 2-0 ; 3-1 ; 4-2 |
| 7 nov. | Montpellier Water-Polo     | 14-12 | Amateur Schwimm Club Duisburg | 2-4 ; 3-2 ; 3-4 ; 6-2 |
| 7 nov. | Szeged Vízilabda Egyesület | 14-6  | Circolo Nautico Posillipo     | 5-1 ; 3-1 ; 3-2       |
| 8 nov. | Circolo Nautico Posillipo  | 17-5  | Montpellier Water-Polo        | 5-0 ; 3-2 ; 4-0 ; 5-3 |
| 8 nov. | Szeged Vízilabda Egyesület | 14-9  | Amateur Schwimm Club Duisburg | 3-2 ; 5-2 ; 3-3 ; 3-2 |

#### Groupe I à Oradea (Roumanie)
| Rang | Équipe            | Pts | J | G | N | P | Bp | Bc | Diff |
| ---- | ----------------- | --- | - | - | - | - | -- | -- | ---- |
| 1    | CSM Oradea        | 6   | 3 | 2 | 0 | 1 | 31 | 25 | +6   |
| 2    | Ferencvárosi TC   | 6   | 3 | 2 | 0 | 1 | 34 | 30 | +4   |
| 3    | ČH Hornets Košice | 6   | 3 | 2 | 0 | 1 | 32 | 27 | +5   |
| 4    | RN Sori           | 0   | 3 | 0 | 0 | 3 | 27 | 42 | -15  |

| Date   |                                 | Score |                         | Quarts-temps          |
| ------ | ------------------------------- | ----- | ----------------------- | --------------------- |
| 6 nov. | Rari Nantes Sori                | 10-14 | Ferencvárosi Torna Club | 1-4 ; 3-4 ; 3-2 ; 3-4 |
| 6 nov. | Clubul Sportiv Municipal Oradea | 9-6   | ČH Hornets Košice       | 3-2 ; 2-3 ; 1-1 ; 3-0 |
| 7 nov. | Ferencvárosi Torna Club         | 9-10  | ČH Hornets Košice       | 1-2 ; 2-4 ; 2-3 ; 4-1 |
| 7 nov. | Clubul Sportiv Municipal Oradea | 12-8  | Rari Nantes Sori        | 4-2 ; 4-1 ; 2-4 ; 2-1 |
| 8 nov. | ČH Hornets Košice               | 16-9  | Rari Nantes Sori        | 4-2 ; 4-1 ; 3-3 ; 5-3 |
| 8 nov. | Clubul Sportiv Municipal Oradea | 10-11 | Ferencvárosi Torna Club | 1-4 ; 4-4 ; 3-1 ; 2-2 |

#### Groupe L à Berlin (Allemagne)
| Rang | Équipe          | Pts | J | G | N | P | Bp | Bc | Diff |
| ---- | --------------- | --- | - | - | - | - | -- | -- | ---- |
| 1    | W Spandau 04    | 9   | 3 | 3 | 0 | 0 | 44 | 21 | +23  |
| 2    | VK Jadran Split | 6   | 3 | 2 | 0 | 1 | 38 | 32 | +6   |
| 3    | CSK VMF Moskva  | 3   | 3 | 1 | 0 | 2 | 32 | 46 | -14  |
| 4    | ON Nice         | 0   | 3 | 0 | 0 | 3 | 28 | 43 | -15  |

| Date   |                               | Score |                               | Quarts-temps          |
| ------ | ----------------------------- | ----- | ----------------------------- | --------------------- |
| 6 nov. | Vaterpolski Klub Jadran Split | 15-10 | Olympic Nice Natation         | 5-1 ; 3-5 ; 3-1 ; 4-3 |
| 6 nov. | Wasserfreunde Spandau 04      | 18-8  | CSK VMF Moscou                | 3-2 ; 6-3 ; 4-3 ; 5-0 |
| 7 nov. | CSK VMF Moscou                | 13-12 | Olympic Nice Natation         | 2-4 ; 3-4 ; 3-2 ; 5-2 |
| 7 nov. | Wasserfreunde Spandau 04      | 11-7  | Vaterpolski Klub Jadran Split | 2-1 ; 1-3 ; 5-2 ; 3-1 |
| 8 nov. | Wasserfreunde Spandau 04      | 15-6  | Olympic Nice Natation         | 2-3 ; 3-2 ; 6-0 ; 4-1 |
| 8 nov. | CSK VMF Moscou                | 11-16 | Vaterpolski Klub Jadran Split | 1-4 ; 1-3 ; 5-6 ; 4-3 |

#### Groupe M à Koper (Slovénie)
| Rang | Équipe           | Pts | J | G | N | P | Bp | Bc | Diff |
| ---- | ---------------- | --- | - | - | - | - | -- | -- | ---- |
| 1    | RN Savona        | 9   | 3 | 3 | 0 | 0 | 40 | 20 | +20  |
| 2    | CN Marseille     | 6   | 3 | 2 | 0 | 1 | 38 | 26 | +12  |
| 3    | Vaterpolo Koper  | 1   | 3 | 0 | 1 | 2 | 24 | 38 | -14  |
| 4    | AZ&PC Amersfoort | 1   | 3 | 0 | 1 | 2 | 23 | 41 | -18  |

| Date   |                                 | Score |                                 | Quarts-temps          |
| ------ | ------------------------------- | ----- | ------------------------------- | --------------------- |
| 6 nov. | Rari Nantes Savona              | 16-4  | AZ&PC Amersfoort                | 3-2 ; 4-1 ; 4-0 ; 5-1 |
| 6 nov. | Vaterpolo Koper                 | 7-14  | Cercle des Nageurs de Marseille | 1-3 ; 2-3 ; 2-4       |
| 7 nov. | Cercle des Nageurs de Marseille | 9-10  | Rari Nantes Savona              | 2-0 ; 1-4 ; 4-4 ; 2-2 |
| 7 nov. | Vaterpolo Koper                 | 10-10 | AZ&PC Amersfoort                | 3-1 ; 4-4 ; 1-2 ; 2-3 |
| 8 nov. | AZ&PC Amersfoort                | 9-15  | Cercle des nageurs de Marseille | 2-4 ; 1-4 ; 1-3 ; 5-4 |
| 8 nov. | Vaterpolo Koper                 | 7-14  | Rari Nantes Savona              | 1-4 ; 1-3 ; 3-4 ; 2-3 |

#### Groupe N à Prčanj (Monténégro)
| Rang | Équipe         | Pts | J | G | N | P | Bp | Bc | Diff |
| ---- | -------------- | --- | - | - | - | - | -- | -- | ---- |
| 1    | SC Volgograd   | 9   | 3 | 3 | 0 | 0 | 51 | 18 | +33  |
| 2    | CN Sabadell    | 6   | 3 | 2 | 0 | 1 | 39 | 21 | +18  |
| 3    | PVK Val Prčanj | 3   | 3 | 1 | 0 | 2 | 33 | 33 | 0    |
| 4    | WC Tirol       | 0   | 3 | 0 | 0 | 3 | 16 | 67 | -51  |

| Date   |                                    | Score |                        | Quarts-temps          |
| ------ | ---------------------------------- | ----- | ---------------------- | --------------------- |
| 6 nov. | Spartak City Volgograd             | 10-8  | Club Natació Sabadell  | 3-0 ; 2-2 ; 3-2 ; 2-4 |
| 6 nov. | Plivački Vaterpolo Klub Val Prčanj | 22-6  | Wasserball Club Tirol  | 7-1 ; 5-1 ; 3-3 ; 7-1 |
| 7 nov. | Plivački Vaterpolo Klub Val Prčanj | 6-12  | Club Natació Sabadell  | 1-3 ; 2-3 ; 0-4 ; 3-2 |
| 7 nov. | Spartak City Volgograd             | 26-5  | Wasserball Club Tirol  | 8-2 ; 4-1 ; 5-1 ; 9-1 |
| 8 nov. | Club Natació Sabadell              | 19-5  | Wasserball Club Tirol  | 5-1 ; 8-1 ; 5-1 ; 1-2 |
| 8 nov. | Plivački Vaterpolo Klub Val Prčanj | 5-15  | Spartak City Volgograd | 1-4 ; 0-4 ; 1-5 ; 3-2 |

## Phase à élimination directe
Chaque phase se joue en matches aller et retour. Se qualifie l'équipe qui a le meilleur score cumulé. Une prolongation de deux fois trois minutes, voire une séance de tirs au but, sont prévues pour départager les équipes à la fin du match retour.

### Huitièmes de finale

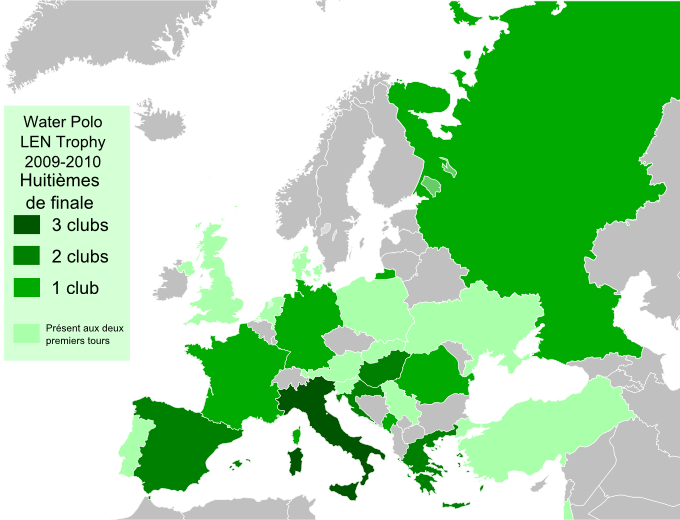
Dans les trois tons foncés de vert, les pays représenté aux huitièmes de finale. En vert clair, les pays dont une équipe au moins participait aux deux premiers tours.

| Hôte aller 28 ou 29 novembre    | aller | Score total | retour  | Hôte retour 16 décembre       | quarts-temps aller    | quarts-temps retour   | prolongation |
| ------------------------------- | ----- | ----------- | ------- | ----------------------------- | --------------------- | --------------------- | ------------ |
| Brixia Leonessa Nuoto           | 11-5  | 21-12       | 10-7    | Centre Natació Mataró         | 2-1 ; 3-2 ; 3-1       | 0-1 ; 3-3 ; 4-0 ; 3-3 |              |
| Ferencvárosi Torna Club         | 10-9  | 17-16       | 7-7     | Szeged Vízilabda Egyesület    | 2-2 ; 4-3 ; 2-1 ; 2-3 | 2-2 ; 2-1 ; 2-0 ; 1-4 |              |
| Vaterpolo Akademija Cattaro     | 10-5  | 14-13       | 4-8     | Naftikos Omnilos Patras       | 3-1 ; 1-2 ; 2-1 ; 4-1 | 0-3 ; 2-2 ; 1-2 ; 1-1 |              |
| Cercle des nageurs de Marseille | 13-6  | 19-13       | 6-7     | Spartak City Volgograd        | 2-1 ; 5-2 ; 4-1 ; 2-2 | 1-1 ; 1-4 ; 1-2 ; 3-0 |              |
| Clubul Sportiv Municipal Oradea | 12-10 | 19-18       | 7-8 (P) | Circolo Nautico Posillipo     | 3-1 ; 3-2 ; 4-5 ; 2-2 | 0-1 ; 2-3 ; 1-1 ; 2-2 | 2-1          |
| Plivački Klub Primorje          | 10-4  | 14-9        | 4-5     | Vaterpolski Klub Jadran Split | 1-1 ; 2-3 ; 3-0 ; 4-0 | 1-2 ; 1-2 ; 1-0 ; 1-1 |              |
| Rari Nantes Savona              | 14-10 | 20-18       | 6-8     | Club Natació Sabadell         | 4-2 ; 4-3 ; 2-2       | 4-1 ; 2-3 ; 0-2       |              |
| Naftikós Ómilos Vouliagménis    | 8-6   | 10-14       | 4-8     | Wasserfreunde Spandau 04      | 2-2 ; 2-0 ; 2-4       | 2-2 ; 1-1 ; 0-3 ; 1-2 |              |

### Quarts de finale
| Hôte aller 16 janvier       | aller | Score total | retour | Hôte retour 3 février           | quarts-temps aller     | quarts-temps retour   |
| --------------------------- | ----- | ----------- | ------ | ------------------------------- | ---------------------- | --------------------- |
| Wasserfreunde Spandau 04    | 10-7  | 16-15       | 6-8    | Clubul Sportiv Municipal Oradea | 2-1 ; 1-0 ; 4-6 ; 3-10 | 0-4 ; 2-3 ; 2-1 ; 0-2 |
| Brixia Leonessa Nuoto       | 12-7  | 19-18       | 7-11   | Cercle des nageurs de Marseille | 3-2 ; 2-1 ; 5-3 ; 2-1  | 1-2 ; 1-2 ; 3-4 ; 2-3 |
| Ferencvárosi Torna Club     | 8-7   | 16-17       | 8-10   | Rari Nantes Savona              | 2-3 ; 2-1 ; 2-2        | 1-1 ; 3-5 ; 4-4 ; 0-0 |
| Vaterpolo Akademija Cattaro | 8-4   | 15-13       | 7-9    | Plivački Klub Primorje          | 1-0 ; 3-2 ; 1-0        | 0-2 ; 3-2 ; 1-3       |

### Demi-finales
Le tirage au sort des demi-finales a lieu le 3 février à Marseille, en France.
| Hôte aller 13 ou 14 février | aller | Score total | retour | Hôte retour 6 mars       | quarts-temps aller    | quarts-temps retour   |
| --------------------------- | ----- | ----------- | ------ | ------------------------ | --------------------- | --------------------- |
| Brixia Leonessa Nuoto       | 9-6   | 17-18       | 8-12   | Rari Nantes Savona       | 2-1 ; 4-1 ; 1-2 ; 2-2 | 4-2 ; 2-4 ; 0-2       |
| Vaterpolo Akademija Cattaro | 8-4   | 14-10       | 6-6    | Wasserfreunde Spandau 04 | 3-2 ; 1-0 ; 3-1 ; 1-1 | 2-2 ; 3-2 ; 1-0 ; 0-2 |

### Finale
Le tirage au sort du calendrier de la finale a lieu le 8 mars 2010 à Rome.
Au cours de cette compétition, les deux équipes se sont affrontés dans le groupe A du premier tour, le 23 octobre 2009 à Montpellier, en France. Le Rari Nantes Savona avait gagné 11 buts à 10, mais le Vaterpolo Akademija Cattaro avait marqué 6 buts contre 3 pendant le dernier quart-temps, rattrapant une partie de son retard de quatre buts.
Pendant le match retour de la finale, c'est Đorđe Filipović qui marque les deux derniers buts de la quatrième période, permettant à son équipe d'égaliser au cumul des deux rencontres. Son troisième but est le seul inscrit pendant les prolongations,. Avec six buts en deux matches, il est le meilleur buteur de la finale.
| Hôte aller 24 mars | aller | Score total | retour  | Hôte retour 14 avril        | quarts-temps aller    | quarts-temps retour   | prolongations |
| ------------------ | ----- | ----------- | ------- | --------------------------- | --------------------- | --------------------- | ------------- |
| Rari Nantes Savona | 9-7   | 14-15       | 5-8 (P) | Vaterpolo Akademija Cattaro | 2-0 ; 2-2 ; 1-3 ; 4-2 | 1-0 ; 2-2 ; 1-2 ; 1-3 | 0-1 ; 0-0     |

## Sources
- [PDF] (en) Partie 3 du règlement des coupes d'Europe de clubs, Ligue européenne de natation, 5 août 2008.